# Гугушева къща
Гугушевата къща (на гръцки: Οικία Γουγούση) е къща в град Воден, Гърция.
Къщата е разположена в традиционния квартал Вароша, на улица „Пердикас“ № 5. Собственост е на семейства Юсмис и Гугусис (Гугушеви). Изградена е в XIX век. В 1987 година като „пример за традиционната градска архитектура на XIX век“ е обявена за паметник на културата.